# Drávaiványi
Drávaiványi é um município da Hungria, situado no condado de Baranya. Tem 11,01 km² de área e sua população em 2019 foi estimada em 171 habitantes.